# Chrysonotomyia locustivora
Chrysonotomyia locustivora är en stekelart som först beskrevs av Sievert Allen Rohwer 1921.  Chrysonotomyia locustivora ingår i släktet Chrysonotomyia och familjen finglanssteklar. Inga underarter finns listade i Catalogue of Life.